# Lancaster Classic (mannen)
De Lancaster Classic was een eendaagse wielerwedstrijd die jaarlijks werd verreden in de Amerikaanse stad Lancaster. De wedstrijd werd in 1992 opgericht onder de naam Hamilton Classic en kende vanwege sponsorredenen verschillende naamswisselingen. De laatste twee jaren was er ook een wedstrijd voor vrouwen.